# Lydia Lassila
Lydia Lassila nata Ierodiaconou (Melbourne, 17 gennaio 1982) è una sciatrice freestyle australiana, campionessa olimpica nei salti a Vancouver 2010.

## Biografia
Nata da padre Greco (Cipro) e madre Italiana (Sicilia), Lydia Lassila inizia la sua carriera sportiva nella ginnastica artistica, dove da subito ottiene grandi risultati. Per problemi di natura fisica deve abbandonare la ginnastica e le viene proposto di entrare a far parte della squadra australiana di Salto acrobatico con gli sci.
In Coppa del Mondo ha esordito l'8 settembre 2001 a Mount Buller (5ª), ha ottenuto il primo podio il 7 settembre 2002 nella medesima località (2ª) e la prima vittoria il 1º marzo 2003 a Špindlerův Mlýn.
Nel 2009 ha conquistato la Coppa del Mondo di specialità dei salti.
In carriera ha partecipato a quattro edizioni dei Giochi olimpici invernali, Salt Lake City 2002 (8ª nei salti), Torino 2006 (14ª nei salti), Vancouver 2010 (1ª nei salti) e Soči 2014 (3ª nei salti), e a quattro dei Campionati mondiali (5ª a Voss-Myrkdalen 2013 il miglior risultato).
Lydia Lassila è la protagonista del Film Documentario "The Will To Fly", uscito nelle sale australiane il 10 marzo 2016, prodotto e diretto da Katie Bender e Leo Baker.
Lydia Lassila è autrice di due autobiografie, la prima "Jump" pubblicata subito dopo aver vinto l'oro olimpico a Vancouver nel 2010, e la seconda "The Will To Fly" esce in concomitanza dell'omonimo film documentario a lei ispirato e dedicato.

## Palmarès

### Olimpiadi
- 2 medaglie:
  - 1 oro (salti a Vancouver 2010);
  - 1 bronzo (salti a Soči 2014).

### Coppa del Mondo
- Miglior piazzamento in classifica generale: 5ª nel 2003, nel 2005 e nel 2009.
- Vincitrice della Coppa del Mondo di salti nel 2009.
- 34 podi:
  - 12 vittorie
  - 14 secondi posti
  - 8 terzi posti

#### Coppa del Mondo - vittorie
| Data             | Luogo              | Paese       | Disciplina |
| ---------------- | ------------------ | ----------- | ---------- |
| 1º marzo 2003    | Špindlerův Mlýn    | Rep. Ceca   | AE         |
| 7 settembre 2003 | Mount Buller       | Australia   | AE         |
| 15 febbraio 2004 | Harbin             | Cina        | AE         |
| 4 settembre 2004 | Mount Buller       | Australia   | AE         |
| 5 settembre 2004 | Mount Buller       | Australia   | AE         |
| 9 gennaio 2005   | Mont-Tremblant     | Canada      | AE         |
| 13 gennaio 2006  | Deer Valley        | Stati Uniti | AE         |
| 19 dicembre 2008 | Adventure Mountain | Cina        | AE         |
| 25 gennaio 2009  | Mont-Gabriel       | Canada      | AE         |
| 15 gennaio 2010  | Deer Valley        | Stati Uniti | AE         |
| 22 gennaio 2010  | Lake Placid        | Stati Uniti | AE         |
| 14 gennaio 2014  | Val Saint-Côme     | Canada      | AE         |

Legenda:

AE = salti